# 僕は僕なりに夢を見る
『僕は僕なりに夢を見る』（ぼくはぼくなりにゆめをみる）は、堂島孝平初のオリジナルアルバム。1995年3月21日に日本コロムビアより発売された。

## 概要
ブックレットには堂島自身によるイラストが散りばめられている。また、最後には本人直筆のメッセージが記されている。

## 収録曲
（全曲、作詞・作曲：堂島孝平 / 編曲：太田要）
1. 旅立ちの時
シングル「俺はどこへ行く」のカップリング曲。
2. モラルの中で
3. 俺はどこへ行く
メジャーデビューシングル。
4. シアター
5. 空き缶
6. 太陽の影で
7. スリムな月
8. 僕だけを残して
9. かぼちゃのメリーゴーランド
10. 冷たい夜風
11. ヒコーキ